# Moloko
A Moloko (ejtsd: məˈloʊkoʊ) ír-angol elektronikus zenei duó volt, amely Sheffieldben alakult. 1994-től 2004-ig működtek. Tagjai Róisín Murphy és Mark Brydon voltak. Zenéjükben a trip hop, az electronica és a tánczene elemei keveredtek. Legismertebb dalaik a The Time is Now (2000), a Familiar Feeling és a Sing It Back. Utóbbi a Grand Theft Auto: Liberty City Stories videojátékban is hallható.
Murphy-nek korábban nem volt professzionális énektapasztalata, Brydon pedig olyan előadók producereként dolgozott, mint Boy George és a Cabaret Voltaire. Ők ketten 1994-ben találkoztak egy buliban. Első albumukat akkor kezdték rögzíteni, miközben jártak. Nevüket az Anthony Burgess Gépnarancs című regényében található italról, a Moloko Plusról kapták, maga a "moloko" szó oroszul tejet jelent.

## Diszkográfia
- Do You Like My Tight Sweater? (1995)
- I Am Not a Doctor (1998)
- Things to Make and Do (2000)
- Statues (2003)